# MC Güstrow
Der MC Güstrow e. V. im ADAC ist ein Motorsportverein und ADAC Ortsclub in Güstrow, der sich auf den Speedwaysport spezialisiert hat.
Der Verein wurde 1963 gegründet.
Der Club war der bei weitem erfolgreichste Motorsportverein der DDR. Über 70 nationale Meistertitel wurden in der DDR errungen, in Jugend-, Mannschafts-, Paar- und Einzelmeisterschaften. Auch nach der Wende ist der Club sehr erfolgreich. In den Jahren 2002 und 2003 wurde der Titel in der Speedway-Bundesliga errungen. Hinzu kommt der dritte Platz von 1997 und die zwei zweiten Plätze 2004 und 2007. Wobei sie 2007 das Finale um die deutsche Meisterschaft eigentlich gewannen jedoch 6 Punkte Abzug bekamen, da sie einen Fehler in der Mannschaftsaufstellung machten.
Im Jahr 2008 hat der MC Güstrow keine Bundesligamannschaft an den Start gebracht. Grund dafür waren häufige Regeländerungen des DMSB und die finanzielle Situation des Clubs. Für die Saison 2009 ist jedoch wieder ein Bundesligateam aus Güstrow gemeldet.

## Bundesligakader 2009
- Mathias Schultz
- Adrian Gomólski
- Kevin Wölbert
- Roberto Haupt
- Steffen Mell
- Maksims Bogdanovs
- Tobias Busch
- Robert Baumann
- Arne Ledwig

## Erfolge
- 17 DDR-Einzelmeister im Speedway
- 12 DDR-Meistertitel im Speedway-Paarwettbewerb
- 20 Mannschaftsmeistertitel in der DDR
- 2 deutsche Meistertitel mit der Mannschaft